# Junior Eurovision Song Contest 2023

Deltagande länder.
Länder som har tävlat förut men inte deltar 2023.

Junior Eurovision Song Contest 2023 var den 21:a upplagan av den årliga Junior Eurovision Song Contest. Tävlingen ägde rum i Nice, Frankrike, efter att Lissandro vunnit tävlingen 2022 med låten "Oh Maman!". Tävlingen anordnades av Europeiska radio- och TV-unionen (EBU) tillsammans med France Télévisions.
Det blev den första upplagan av Junior Eurovision Song Contest som använder det moderna Eurovision-hjärtat, som har använts i den vuxna tävlingen sedan 2015. Uppdateringen avslöjades under värdstadens tillkännagivande den 3 april 2023.
Detta år blev också första gången som alla ”The Big Five”-länder från det ordinarie Eurovision Song Contest deltog i samma upplaga.

## Deltagande länder
Den 29 augusti 2023 meddelade EBU att 16 länder kommer att delta i 2023 års tävling. Estland debuterar i tävlingen samtidigt som Tyskland återvänder efter ett års frånvaro och Kazakstan och Serbien inte återkommer efter sitt deltagande 2022.
| Land           | TV-bolag           | Artist                            | Bidrag               | Språk                  | Låtskrivare                                                                           |
| -------------- | ------------------ | --------------------------------- | -------------------- | ---------------------- | ------------------------------------------------------------------------------------- |
| Albanien       | RTSH               | Viola Gjyzeli                     | Bota Ime             | Albanska               | Eriona Rushiti, Enis Mullaj                                                           |
| Armenien       | ARMTV              | Yan Girls                         | Do It My Way         | Armeniska, engelska    | Tokionine, Vahram Petrosyan, Maléna                                                   |
| Estland        | ERR                | ARHANNA                           | Hoiame Kokku         | Estniska, engelska     | Arhanna Sandra Arbma, Karl-Ander Reismann, Leelo Tungal, Rael Laikre                  |
| Frankrike      | France Télévisions | Zoé Clauzure                      | Cœur                 | Franska                | Noée Francheteau, Julien Comblat, Jérémy Chapron                                      |
| Georgien       | GPB                | Anastasia & Ranina                | Over the Sky         | Georgiska, engelska    | Betkho, Mebo Nutsubidze                                                               |
| Irland         | TG4                | Jessica McKean feat.Sophie Lennon | Aisling              | Iriska                 | Niall Mooney, Ken McHugh, Will Weeks, Niamh Mooney, Sophie Lennon                     |
| Italien        | RAI                | Melissa & Ranya                   | Un Mondo Giusto      | Italienska, engelska   | Franco Fasano, Marco Iardella                                                         |
| Malta          | PBS                | Yulan                             | Stronger             | Engelska               | John-Emil Johansson, Sandra Wikström, Isak Alvedahl, Elise Hedengren, Yulan           |
| Nederländerna  | AVROTROS           | Sep & Jasmijn                     | Holding On to You    | Nederländska, engelska | Robert Dorn                                                                           |
| Nordmakedonien | MRT                | Tamara Grujeska                   | Kaži Mi, Kaži Mi Koj | Makedonska, engelska   | Robert Bilbilov, Kosta Petrov, Darko Dimitrov                                         |
| Polen          | TVP                | Maja Krzyżewska                   | I Just Need a Friend | Polska, engelska       | Patryk Kumór, Carla Fernandes, Marissa, Dominic Buczkowski-Wojtaszek, Piotr Zborowski |
| Portugal       | RTP                | Júlia Machado                     | Where I Belong       | Portugisiska, engelska | Aurora Pinto, Fernando Daniel, Luís Pereira, João Direitinho, Júlia Machado           |
| Spanien        | RTVE               | Sandra Valero                     | Loviu                | Spanska                | Luis Vicente Ramiro, David Parejo, Alejandro Martínez, Diego José Cantero             |
| Storbritannien | BBC                | STAND UNIQU3                      | Back to Life         | Engelska               | Sky Adams, Jakke Erixson, Jack Hawitt                                                 |
| Tyskland       | Kika/NDR           | FIA                               | Ohne Worte           | Tyska, teckenspråk     | David Jürgens, Martin Fliegenschmidt, Sascha Seelemann                                |
| Ukraina        | Suspilne           | Anastasia Dymyd                   | Kvitka               | Ukrainska, engelska    | Svitlana Tarabarova                                                                   |

## Plats
Efter Frankrikes seger i tävlingen 2022 uttalade sig den franska delegationschefen, Alexandra Redde-Amiel, och generaldirektören för France Télévisions, Delphine Ernotte, att landet vill vara värd för den kommande tävlingen. Till skillnad från Eurovision Song Contest får inte det vinnande landet automatisk rättigheterna att vara värd för nästa tävling. Sedan 2019 har dock varje tävling hållits i det land som vann föregående år. Den 3 april 2023 meddelade EBU och France Télévisions att tävlingen skulle hållas i Nice.
| Fördelning mellan jury- och onlinesresultat | Fördelning mellan jury- och onlinesresultat | Fördelning mellan jury- och onlinesresultat | Fördelning mellan jury- och onlinesresultat | Fördelning mellan jury- och onlinesresultat |
| Plac.                                       | Online                                      | Poäng                                       | Jury                                        | Poäng                                       |
| ------------------------------------------- | ------------------------------------------- | ------------------------------------------- | ------------------------------------------- | ------------------------------------------- |
| 1                                           | Frankrike                                   | 92                                          | Frankrike                                   | 136                                         |
| 2                                           | Spanien                                     | 86                                          | Armenien                                    | 116                                         |
| 3                                           | Ukraina                                     | 83                                          | Spanien                                     | 115                                         |
| 4                                           | Tyskland                                    | 74                                          | Storbritannien                              | 102                                         |
| 5                                           | Nederländerna                               | 70                                          | Albanien                                    | 70                                          |
| 6                                           | Armenien                                    | 64                                          | Polen                                       | 69                                          |
| 7                                           | Storbritannien                              | 58                                          | Nederländerna                               | 52                                          |
| 8                                           | Polen                                       | 55                                          | Malta                                       | 51                                          |
| 9                                           | Georgien                                    | 53                                          | Ukraina                                     | 45                                          |
| 10                                          | Albanien                                    | 45                                          | Nordmakedonien                              | 37                                          |
| 11                                          | Portugal                                    | 45                                          | Italien                                     | 37                                          |
| 12                                          | Italien                                     | 44                                          | Tyskland                                    | 33                                          |
| 13                                          | Estland                                     | 43                                          | Portugal                                    | 30                                          |
| 14                                          | Malta                                       | 43                                          | Georgien                                    | 21                                          |
| 15                                          | Nordmakedonien                              | 39                                          | Irland                                      | 8                                           |
| 16                                          | Irland                                      | 34                                          | Estland                                     | 6                                           |

## Resultattabell
Tävlingen hölls den 26 november 2023 i Palais Nikaïa, Nice.
| Nr | Land           | Artist                            | Bidrag               | Språk                  | Placering | Poäng |
| -- | -------------- | --------------------------------- | -------------------- | ---------------------- | --------- | ----- |
| 1  | Spanien        | Sandra Valero                     | Loviu                | Spanska                | 2         | 201   |
| 2  | Malta          | Yulan                             | Stronger             | Engelska               | 10        | 94    |
| 3  | Ukraina        | Anastasia Dymyd                   | Kvitka               | Ukrainska, engelska    | 5         | 128   |
| 4  | Irland         | Jessica McKean feat.Sophie Lennon | Aisling              | Iriska                 | 16        | 42    |
| 5  | Storbritannien | STAND UNIQU3                      | Back to Life         | Engelska               | 4         | 160   |
| 6  | Nordmakedonien | Tamara Grujeska                   | Kaži Mi, Kaži Mi Koj | Makedonska, engelska   | 12        | 76    |
| 7  | Estland        | ARHANNA                           | Hoiame Kokku         | Estniska, engelska     | 15        | 49    |
| 8  | Armenien       | Yan Girls                         | Do It My Way         | Armeniska, engelska    | 3         | 180   |
| 9  | Polen          | Maja Krzyżewska                   | I Just Need a Friend | Polska, engelska       | 6         | 124   |
| 10 | Georgien       | Anastasia & Ranina                | Over the Sky         | Georgiska, engelska    | 14        | 74    |
| 11 | Portugal       | Júlia Machado                     | Where I Belong       | Portugisiska, engelska | 13        | 75    |
| 12 | Frankrike      | Zoé Clauzure                      | Cœur                 | Franska                | 1         | 228   |
| 13 | Albanien       | Viola Gjyzeli                     | Bota Ime             | Albanska               | 8         | 115   |
| 14 | Italien        | Melissa & Ranya                   | Un Mondo Giusto      | Italienska, engelska   | 11        | 81    |
| 15 | Tyskland       | FIA                               | Ohne Worte           | Tyska, teckenspråk     | 9         | 107   |
| 16 | Nederländerna  | Sep & Jasmijn                     | Holding On to You    | Nederländska, engelska | 7         | 122   |

## Övriga länder

### Aktiva medlemmar i EBU
- Azerbajdzjan - Den 26 juni 2023 blev det känt att det azerbajdzjanska TV-bolaget iTV fortfarande diskuterade ett eventuellt återvändande till tävlingen. Den 1 augusti 2023 meddelade däremot iTV att landet inte skulle delta utan att ge några ytterligare skäl.[6]
- Bulgarien - Den 14 december 2022 meddelade det bulgariska TV-bolaget BNT via Twitter att Bulgarien inte skulle delta 2023. Anledningen var att sändaren inte hade några planer på att delta i något Eurovision-evenemang.
- Danmark - Den 12 december 2022 meddelade Marlene Boel, chefen för barn-tv på DR, att Danmark inte kommer delta i 2023 års upplaga, med hänvisning till att det inte fanns något intresse för att delta.
- Finland - Den 25 maj 2023 meddelade det finska TV-bolaget YLE att Finland inte skulle debutera i tävlingen. Skälet som angavs var att det i dagsläget varken fanns planer eller den nödvändiga finansieringar för tävlingen.[7]
- Island - Den 10 oktober 2022 meddelade pressansvarige Rúnar Freyr för RÚV att Island var intresserad av att delta i framtida upplagor av tävlingen, men deltagandet hade ännu inte undersökts. Men den 13 juni 2023 meddelade TV-bolaget att Island inte skulle debutera i tävlingen 2023. En debut i framtida upplagor var dock inte utesluten.[8]
- Lettland - Den 20 juni 2023 meddelade LTV att Lettland inte skulle återvända till tävlingen. Det antas att detta beror på bristande ekonomiska resurser och sändaren fokuserar därför på Eurovision Song Contest. Detta har dock inte bekräftats av LTV.
- Litauen - Den 29 maj 2023 meddelade LRT att Litauen inte kommer återvända till 2023 års tävling och hänvisade att det inte finns några planer på något återvändande. Sändaren valde däremot att sända årets tävling.
- Norge - Den 3 december 2022 meddelade chefen för den norska delegationen, Stig Karlsen, att Norge inte kommer att delta i tävlingen inom en snar framtid på grund av den ekonomiska situationen för TV-bolaget NRK och det nuvarande formatet för tävlingen. NRK uteslöt dock inte deltagande i framtida upplagor.
- Serbien - Den 1 augusti 2023 meddelade det serbiska TV-bolaget RTS att Serbien inte kommer delta i 2023 års upplaga. Ekonomiska problem angavs som orsak till tillbakadragandet.[9]
- Slovenien - Den 26 maj 2023 meddelade RTVSLO att Slovenien inte skulle återvända med hänvisning till brist på ekonomiska resurser.[10]
- Sverige - Den 26 maj 2023 meddelade SVT att Sverige inte kommer återvända till tävlingen. Inga ytterligare orsaker angavs.[11]
- Tjeckien - Den 12 december 2022 meddelade chefen för den tjeckiska delegationen, Ahmad Halloun, via Instagram att Tjeckien inte skulle debutera 2023. Skälet som angavs var att TV-bolaget ČT ville koncentrera sig på Eurovision Song Contest.[12]

### EBU associerade medlemmar
- Australien - Den 2 augusti 2023 meddelade de australiensiska TV-bolagen SBS och ABC att landet inte återvänder till tävlingen 2023. Båda TV-bolagen uppgav att det inte har några planer på något återvändande.[13]
- Kazakstan - Den 6 juni 2023 meddelade Khabar att Kazakstan inte skulle delta i 2023 års tävling. Inga ytterligare skäl till tillbakadragandet angavs, men TV-bolaget uttryckte hopp om att fortfarande kunna sända tävlingen.[14]

### Tidigare EBU-medlemmar
- Belarus - Den 1 juli 2021 stängde EBU av det belarusiska TV-bolaget BTRC, i samband med detta förlorade programföretaget rättigheterna att sända och delta i något evenemang arrangerat av EBU.[15]
- Ryssland - I samband med landets invasion av Ukraina, uteslöts alla ryska TV-bolag från EBU vilket medför att Ryssland inte kommer kunna delta i något evenemang arrangerat av EBU.[16]